# سوندالو
سوندالو (به ایتالیایی: Sondalo) یک کومونه در ایتالیا است که در استان سوندریو واقع شده‌است.

## خصوصیات
سوندالو ۹۶٫۱ کیلومترمربع مساحت و ۴٬۵۳۷ نفر جمعیت دارد و ۹۴۶ متر بالاتر از سطح دریا واقع شده‌است.